# Peter Pohl

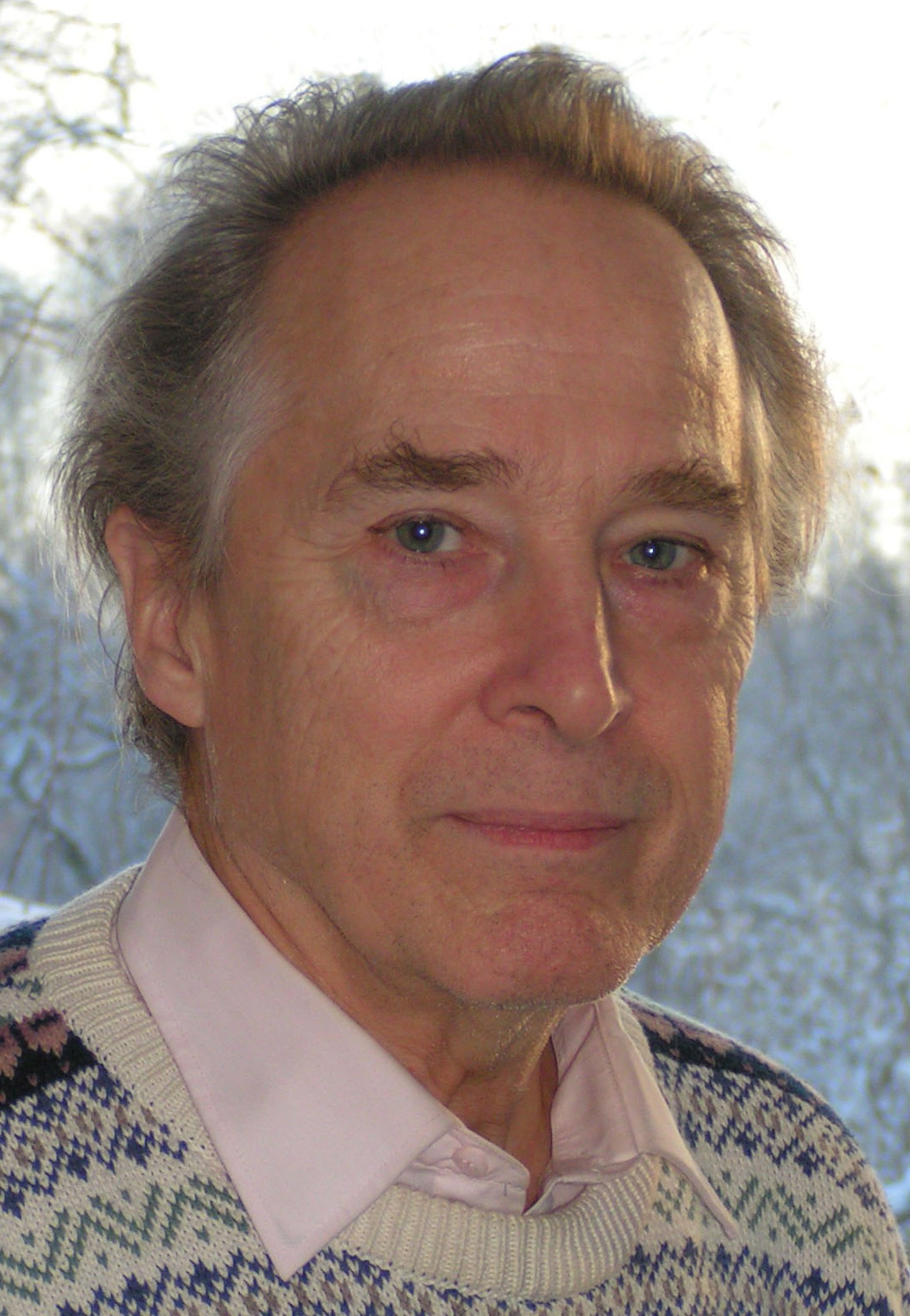
Peter Pohl

Peter Pohl (n. Hamburg, Germania, 5 decembrie 1940 - ...) este un scriitor suedez.